# Згорња Сорица
Згорња Сорица (словен. Zgornja Sorica) је насељено место у општини Железники, Горењска регија, Словенија.

## Историја
До територијалне реорганизације у Словенији била је у саставу старе општине Шкофја Лока.

## Становништво
У попису становништва из 2011. године, Згорња Сорица је имала 167 становника.
| Број становника према пописима | Број становника према пописима | Број становника према пописима |
| ------------------------------ | ------------------------------ | ------------------------------ |
| 1991                           | 2002                           | 2011                           |
| 169                            | 173                            | 167                            |

## Галерија
- сеоске куће
- улаз у утврђење "Можиц"
- унутрашњост "Алпског зида"
- планина Лајнар изнад Згорње Сорице
- Соришка планина